# Elwira Watała

Elwira Watała

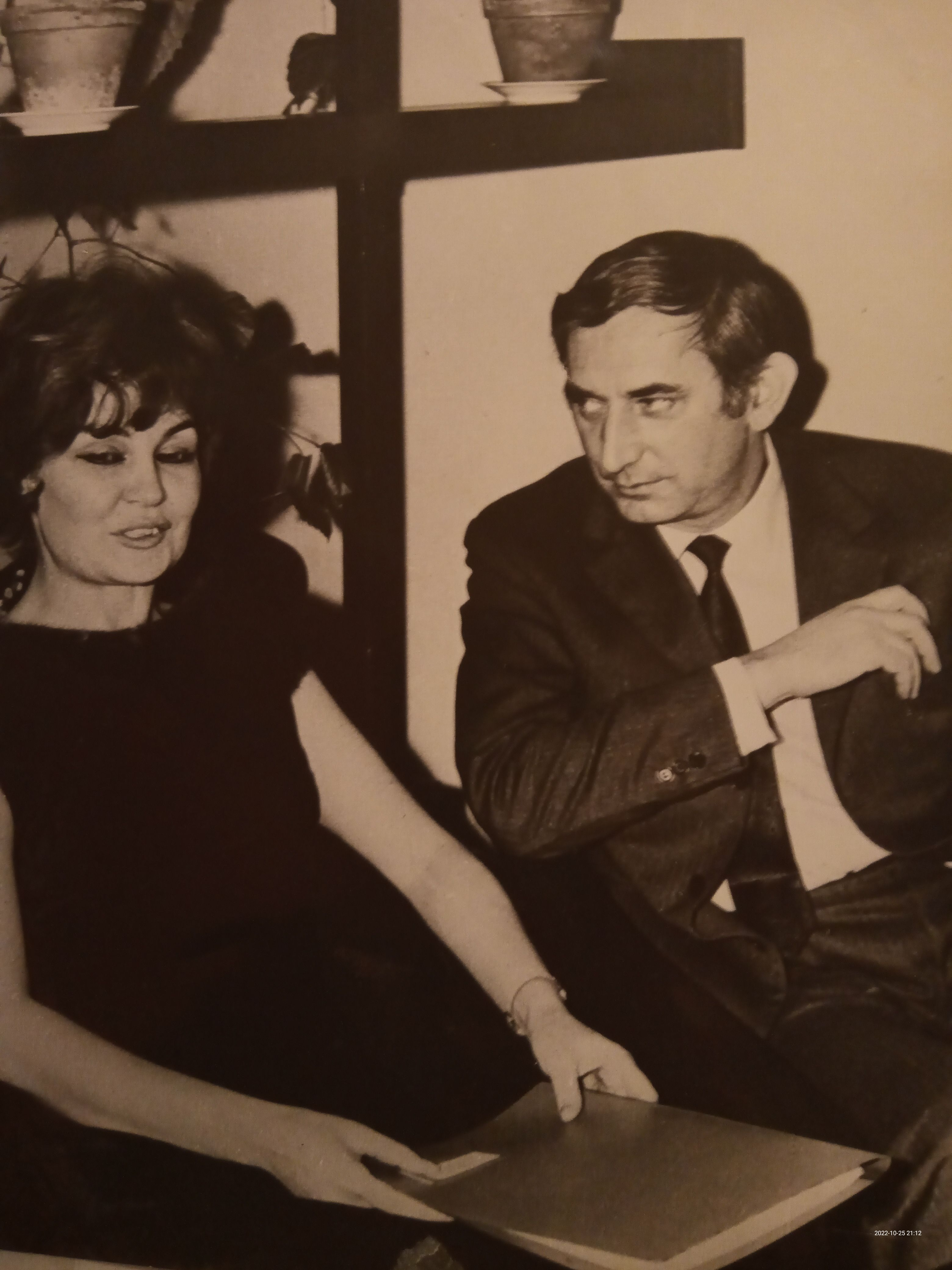
Elwira Watała przeprowadzająca wywiad z Gustawem Holoubkiem dla Panoramy Śląskiej

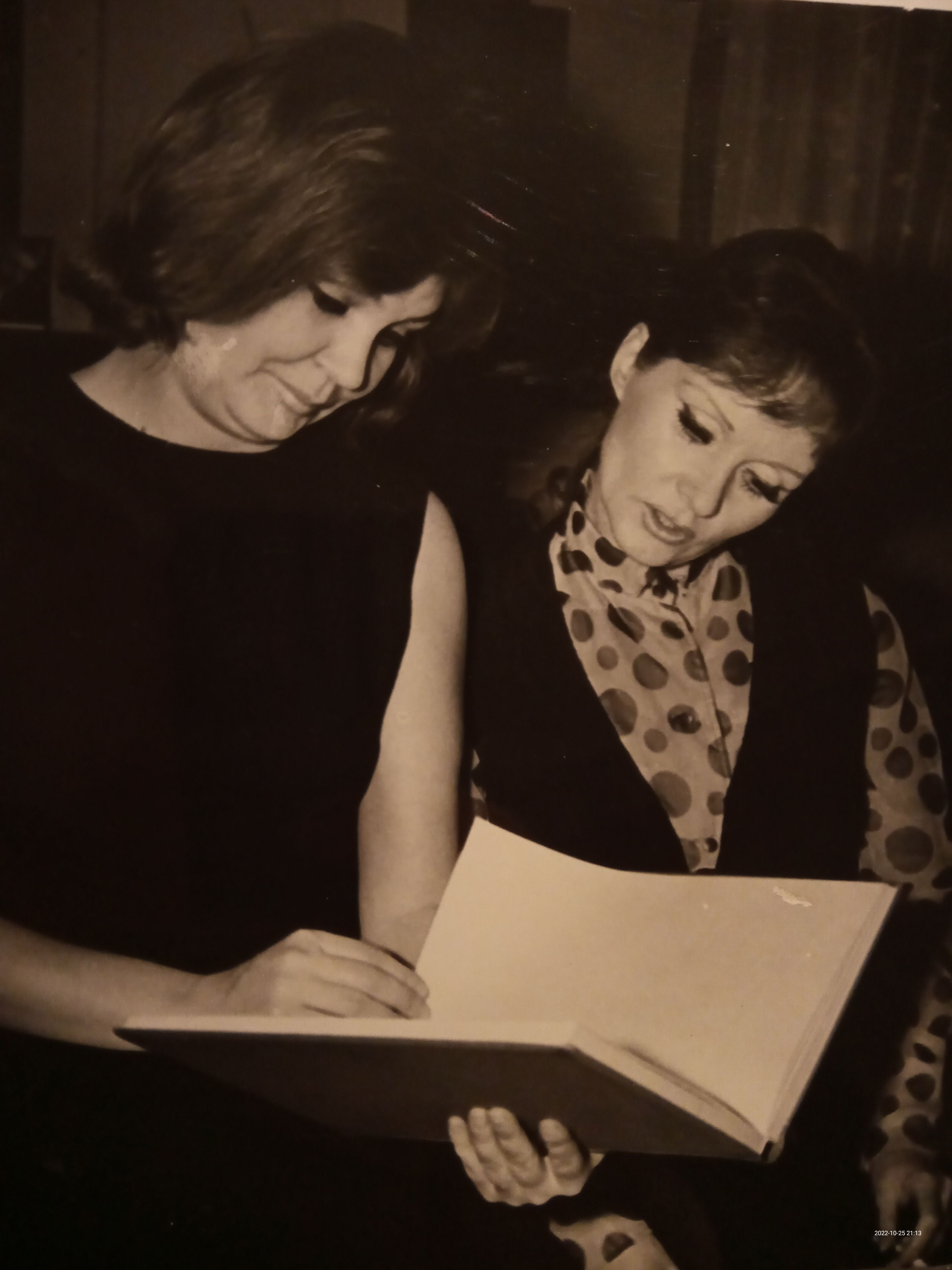
Elwira Watała i aktorka Barbara Krafftówna

Elwira Watała – doktor habilitowana filologii rosyjskiej. Pisarka, dziennikarka.

## Życiorys
Urodzona w Tuwińskiej Republice Ludowej (zaanektowanej przez ZSRR w 1944 roku), przy granicy z Mongolią. Dziecięce lata spędziła w Omsku (ros. Омск). Szkołę średnią skończyła na dalekim wschodzie ZSRR (w pobliżu Władywostoku). W Charkowie (Ukraińska Republika Ludowa) ukończyła politechnikę.
W Polsce została absolwentką Uniwersytetu Warszawskiego.
Elwira Watała pracę dziennikarską rozpoczęła w ilustrowanym tygodniku „Panorama Śląska”. Była kierownikiem empiku w Radomiu. Organizowała spotkania ze znanymi ludźmi (tzw. „Wieczorne eony”). Gościli u niej m.in.: Daniel Olbrychski, Jerzy Urban. Dzięki naczelnemu redaktorowi „Panoramy Śląskiej” Sokołowskiemu, została redaktorem tygodnika i w związku z nową pracą wyjechała do Moskwy w celu przeprowadzeniu wywiadów ze znanymi osobistościami. Tam poznała rosyjskiego reżysera Andrieja Tarkowskiego, córkę Stalina – Swietłanę Alliłujewę, aktora Władimira Wysockiego, kompozytora ballad Bułata Okudżawę.
Doktorat obroniła na Uniwersytecie Śląskim. Praca doktorska dotyczyła słynnego rosyjskiego poety Sergiusza Jesienina, którego w późniejszych latach napisała biografię.
Pracę dziennikarską łączyła ze stanowiskiem wykładowczyni języka rosyjskiego na Uniwersytecie w Sosnowcu.
Otrzymała stypendium i obroniła habilitację w Uniwersytecie Moskiewskim. W tym czasie zbierała materiały historyczne do książek, które zamierzała napisać.
Dopiero będąc na emeryturze spełniła swoje marzenia o pisarstwie. Spod jej pióra wyszło kilkanaście książek historycznych, w których poruszała wszelkie tematy tabu związane z wielkimi, światowymi osobistościami.

## Twórczość
Pierwszą publikacją literacką była biografia rosyjskiego poety Sergiusza Jesienina, stworzona wraz z Wiktorem Woroszylskim (wydana w 1973 roku). Książkę przetłumaczono na kilka języków: angielski, włoski, rosyjski, węgierski.
Autorka bestsellerowej w Rosji biografii Grigorija Rasputina pt. „Григорий Распутин без мифов и легенд” wydanej w 2000 roku przez wydawnictwo Armada (nieprzetłumaczona dotąd na jęz. polski). Elwira Watała pracując nad życiorysem Rasputina czerpała wiedzę z wielu archiwów Europy, rozwiewając mity i legendy ciągle powtarzane przez poprzednich biografów. Praca została nagrodzona w Rosji i doczekała się wielu wznowień. Do tej pory uważana za najbardziej wartościową biografię Grigorija Rasputina.
Jedyną (spośród czterech w jęz. ros.) książką przetłumaczoną z języka rosyjskiego na polski są „Любовные утехи русских цариц”, czyli „Miłosne igraszki rosyjskich caryc”, które na polskim rynku pojawiły się w 2006 roku. Od tamtej pory autorka zaczęła pisać wyłącznie po polsku.
W Polsce zasłynęła dzięki cyklowi książek „Skandale historii”, w których odkrywała sekrety i seksualne ekscesy postaci znanych z kart historii. W 2011 roku na półkach księgarń znalazło się najczęściej recenzowane dzieło pt. „Mój chory de Sade. Studium dewiacji i tyranii”, gdzie literatka przedstawiła obszerną analizę dewiacji opisywanych przez słynnego libertyna markiza de Sade oraz oryginalną charakterystykę jego osobowości.
Wielkie zainteresowanie zyskały: „Krótka historia homoseksualizmu: Geje” i „Krótka historia homoseksualizmu: Lesbijki”, pozycje, które budzą olbrzymie kontrowersje wśród zwolenników, oraz przeciwników tejże orientacji seksualnej.
Elwira Watała wypracowała własny, pełen emocji, oryginalny styl z gatunku gawędy. Nieobce są dla niej poetyckie dygresje, kolokwialne zwroty, a nawet podkreślające wypowiedź wulgaryzmy. Autorka poprzez swoje nieakademickie podejście do omawianych tematów z jednej strony stała się obiektem ostrej krytyki, z drugiej zaś wielkiego uznania.
Publikacje Watały dotykają najbardziej intymnych tajemnic wielkich tego świata, poruszają wszelkie tematy tabu, a także odkrywają przed czytelnikami sekrety dotąd nieznane. Atutem autorki było czerpanie wiedzy z materiałów archiwalnych, w tym manuskryptów, które nie były wcześniej publikowane. Ponadto dzięki pracy dziennikarskiej poznała wewnętrzny świat polityków i celebrytów, co pozwoliło jej wzbogacić swoje prace niespotykanymi faktami z ich życia.
Książki „Córka Stalina”, oraz „Kobiety wokół Stalina” są cennym materiałem źródłowym czasów komunizmu, jego upadku, jak i wpływu na dzisiejszy świat. Watała opisała w nich tragedię i dramat kobiet z otoczenia Stalina, a również uciemiężenie narodu przez system.
„Matrioszki. Fortuna, seks i łzy” wydana w 2017 roku dotyczy trzydziestoletniego pobytu autorki w Moskwie i jej spotkań z rosyjskimi celebrytami, oligarchami, wojskowymi i politykami.
Autorka poczynając od czasów Stalina, a kończąc na rządach Putina – opisuje ten burzliwy okres nie tylko z perspektywy naukowca, ale również osoby osobiście dotkniętej przez wszystkie zmiany ustrojowe i kulturowe.

## Opublikowane książki

### Wydane w języku polskim
1. „Życie Sergiusza Jesienina” (1973; ISBN 83-06-00833-2)
2. „Miłosne igraszki rosyjskich caryc” (Rytm 2006; ISBN 978-83-7399-338-9)
3. „Wielcy zboczeńcy” (Rytm 2007; ISBN 978-83-7399-393-8); (Videograf 2013; ISBN 978-83-7835-215-0)
4. „Cuchnący Wersal” (Rytm 2007; ISBN 978-83-7399-194-1); (Videograf 2013; ISBN 978-83-7835-180-1)
5. „Wielkie nimfomanki” (Rytm 2008; ISBN 978-83-7399-297-9)
6. „Carskie Polki” (Rytm 2008; ISBN 978-83-7399-272-6)
7. „Odcięte głowy władców” (Rytm 2009; ISBN 978-83-7399-335-8); (Videograf 2013; ISBN 978-83-7835-214-3)
8. „Seks w królewskich alkowach” (Rytm 2009; ISBN 978-83-7399-366-2); (Videograf 2013; ISBN 978-83-7835-217-4)
9. „Mój chory de Sade. Studium dewiacji i tyranii” (Bellona 2011; ISBN 978-83-11121-69-0)
10. „Sodomici” (Videograf 2013; ISBN 978-83-7835-177-1) / „Krótka historia homoseksualizmu: Geje” (Videograf 2015; ISBN 978-83-7835-389-8)
11. „Córka Stalina” (Videograf 2013; ISBN 978-83-7835-307-2)
12. „Kobiety wokół Stalina” (Videograf 2014; ISBN 978-83-7835-335-5)
13. „Najsłynniejsze lesbijki świata” (Videograf 2017; ISBN 978-83-7835-526-7) / „Krótka historia homoseksualizmu: Lesbijki” (Videograf 2016; ISBN 978-83-7835-422-2)
14. „Matrioszki. Fortuna, seks i łzy” (Rytm 2017; ISBN 978-83-7399-711-0)
15. „Jeden zero dla Baśki” (Wydawca Arkadiusz Siejda; ISBN 978-83-962307-0-6)

### Wydane w języku rosyjskim
1. „Григорий Распутин без мифов и легенд”/„Grigorij Rasputin bez mitów i legend” (Армада-Пресс 2000, ISBN 5-309-00029-1)
2. „Любовные утехи русских цариц”/„Miłosne igraszki rosyjskich caryc” (ЭКСМО-Пресс 2000, ISBN 5-04-004137-3) przetłumaczona na jęz. pol.
3. „Великие любовницы”/„Wielkie kochanki (ЭКСМО-Пресс 2001, ISBN 5-04-006814-4)
4. „Великие рогоносцы”/„Wielcy rogacze” (ЭКСМО-Пресс 2002, ISBN 5-04-008524-9)

### Książki w przygotowaniu
1. „Słynne Polki pod caratem. Carskie Polki II”
2. „Raisa”
3. „Erotyka sprośna”
4. „Arsinoe – Siostra Kleopatry”
5. „Ludzie z Rublówki”
6. „Być Putinem”
7. „Księżna Tarakanowa”
8. „Ja Elwira”